# Liste der Auszeichnungen von Greta Van Fleet

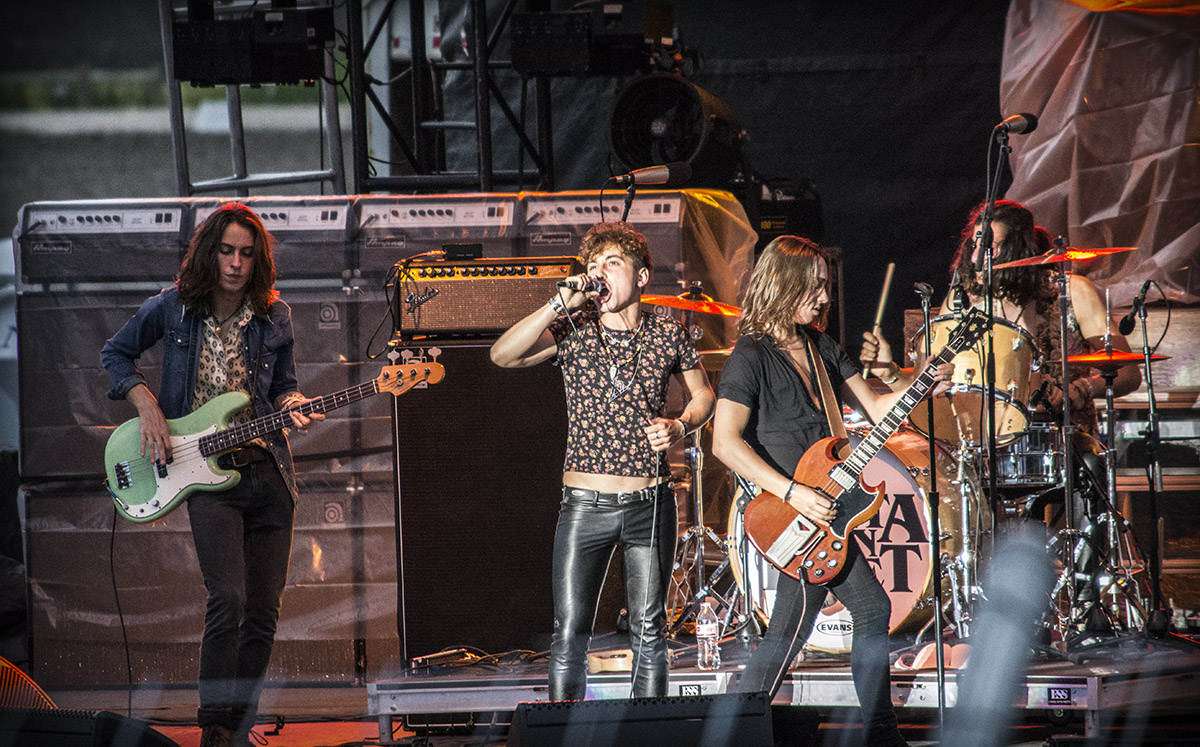
Greta Van Fleet live 2017

Die Liste ist eine Übersicht über die Auszeichnungen und Nominierungen der US-amerikanischen Classic-Rock-Band Greta Van Fleet. Gelistet werden sowohl Nominierungen und Auszeichnungen bei Preisverleihungen.

## Auszeichnungen

### Detroit Music Awards
Die Detroit Music Awards werden seit 1988 von der Motor City Music Foundation vergeben. Greta Van Fleet gewannen drei Preise.
| Jahr | Kategorie                                  | für                         | Resultat |
| ---- | ------------------------------------------ | --------------------------- | -------- |
| 2019 | Outstanding National Major Label Recording | Anthem of the Peaceful Army | Gewonnen |
| 2019 | Outstanding National Single                | When the Curtain Falls      | Gewonnen |
| 2019 | Outstanding Video / Major Budget           | When the Curtain Falls      | Gewonnen |

### Fryderyk
Der Fryderyk wird seit 1995 von der Phonographischen Akademie vergeben und gilt als wichtigster Musikpreis Polens. Greta Van Fleet gewannen einen Preis.
| Jahr | Kategorie                  | für                         | Resultat |
| ---- | -------------------------- | --------------------------- | -------- |
| 2019 | Bestes ausländisches Album | Anthem of the Peaceful Army | Gewonnen |

### Grammy Awards
Die Grammy Awards werden seit 1959 von der National Academy of Recording Arts and Sciences vergeben. Greta Van Fleet gewannen einen Preis bei fünf Nominierungen.
| Jahr | Kategorie             | für                | Resultat  |
| ---- | --------------------- | ------------------ | --------- |
| 2019 | Best New Artist       | Greta Van Fleet    | Nominiert |
| 2019 | Best Rock Album       | From the Fires     | Gewonnen  |
| 2019 | Best Rock Song        | Black Smoke Rising | Nominiert |
| 2019 | Best Rock Performance | Highway Tune       | Nominiert |
| 2024 | Best Rock Album       | Starcatcher        | Nominiert |

### iHeartRadio Music Awards
Die iHeartRadio Music Awards werden seit 2014 vom US-amerikanischen Radiosender iHeartRadio vergeben. Greta Van Fleet wurden bislang viermal nominiert.
| Jahr | Kategorie                             | für             | Resultat  |
| ---- | ------------------------------------- | --------------- | --------- |
| 2018 | Best New Rock/Alternative Rock Artist | Greta Van Fleet | Nominiert |
| 2019 | Rock Artist of the Year               | Greta Van Fleet | Nominiert |
| 2019 | Rock Song of the Year                 | Safari Song     | Gewonnen  |
| 2020 | Rock Artist of the Year               | Greta Van Fleet | Nominiert |

### Kerrang! Awards
Die Kerrang! Awards werden seit 1993 vom britischen Magazin Kerrang! vergeben. Greta Van Fleet erhielten eine Nominierung.
| Jahr | Kategorie  | für                         | Resultat  |
| ---- | ---------- | --------------------------- | --------- |
| 2019 | Best Album | Anthem of the Peaceful Army | Nominiert |

### Loudwire Music Awards
Die Loudwire Music Awards werden seit 2011 vom US-amerikanischen Onlinemagazin Loudwire vergeben. Greta Van Fleet erhielten einen Preis.
| Jahr | Kategorie       | für             | Resultat |
| ---- | --------------- | --------------- | -------- |
| 2017 | Best New Artist | Greta Van Fleet | Gewonnen |

### Pollstar Awards
Die Pollstar Awards werden von der US-amerikanischen Fachzeitschrift Pollstar vergeben. Greta Van Fleet erhielten einen Preis.
| Jahr | Kategorie          | für             | Resultat |
| ---- | ------------------ | --------------- | -------- |
| 2019 | Best New Headliner | Greta Van Fleet | Gewonnen |